# Marginisporum crassissima
Marginisporum crassissima (Marginisporum crassissimum) (Yendo) Johanson, 1968  é o nome botânico  de uma espécie de algas vermelhas pluricelulares do gênero Marginisporum, subfamília Corallinoideae.
Estas algas marinhas encontram-se no Japão, China, Coreia e Taiwan.

## Sinonímia
- Amphiroa crassissima Yendo, 1902